# E-Parcel Group
Die E-Parcel Group ist ein Verband nationaler Paketzustellunternehmen aus Europa und Nordamerika. Dabei fungiert die IPC als Betreiberorganisation. 

## Zweck
Der Verband bemüht sich um ein integriertes europäisches 2C-Zustellnetzwerk für Pakete. Das Netzwerk zeichnet sich durch verlässliche Qualität, ein durchgängiges Track & Trace sowie internationale Retoursendungen als Standard aus.

## Mitgliedsunternehmen
| Land                   | Unternehmen              | Beitritt | Anmerkungen |
| ---------------------- | ------------------------ | -------- | ----------- |
| Österreich             | Österreichische Post AG  | 2012     |             |
| Belgien                | bpost                    |          |             |
| Schweiz                | Swiss Post               |          |             |
| Zypern                 | Cyprus Post              | 2013     |             |
| Tschechien             | Česká pošta              |          |             |
| Deutschland            | Deutsche Post AG         | 1996     |             |
| Dänemark               | Post Danmark             |          |             |
| Estland                | Eesti Post               |          |             |
| Spanien                | Correos                  |          |             |
| Finnland               | Itella                   |          |             |
| Frankreich             | ColiPoste                |          |             |
| Frankreich             | Chronopost               |          |             |
| Griechenland           | ELTA                     |          |             |
| Kroatien               | Post Croatia             | 2013     |             |
| Ungarn                 | Magyar Posta             |          |             |
| Irland                 | An Post                  |          |             |
| Island                 | Íslandspóstur            |          |             |
| Italien                | Poste Italiane           |          |             |
| Litauen                | Lietuvos paštas          |          |             |
| Lettland               | Latvijas Pasts           |          |             |
| Luxemburg              | Post Luxembourg          |          |             |
| Malta                  | Malta Post               |          |             |
| Niederlande            | PostNL                   |          |             |
| Norwegen               | Posten Bring             |          |             |
| Polen                  | Poczta Polska            |          |             |
| Portugal               | CTT Correios de Portugal |          |             |
| Rumänien               | Poșta Română             |          |             |
| Schweden               | PostNord Sverige         |          |             |
| Slowenien              | Posta Slovenije          |          |             |
| Slowakei               | Slovenská pošta          |          |             |
| Vereinigtes Königreich | Royal Mail               |          |             |
| Vereinigte Staaten     | USPS                     |          |             |